# Les Rousses
Les Rousses – miejscowość i gmina we Francji, w regionie Burgundia-Franche-Comté, w departamencie Jura.
Według danych na rok 1990 gminę zamieszkiwało 2840 osób, a gęstość zaludnienia wynosiła 75 osób/km² (wśród 1786 gmin Franche-Comté Les Rousses plasuje się na 55. miejscu pod względem liczby ludności, natomiast pod względem powierzchni na miejscu 15.).